# Nobuyuki Hosaka
Nobuyuki Hosaka (保坂 信之 Hosaka Nobuyuki?,  nacido el 23 de julio de 1970 en Saitama) es un exfutbolista japonés que se desempeñaba como centrocampista.

## Trayectoria

### Clubes
| Club              | País  | Año         |
| ----------------- | ----- | ----------- |
| Verdy Kawasaki    | Japón | 1990 - 1993 |
| Urawa Reds        | Japón | 1994 - 1995 |
| Kawasaki Frontale | Japón | 1996 - 1998 |

## Palmarés

### Títulos nacionales
| Título                   | Club           | País  | Año       |
| ------------------------ | -------------- | ----- | --------- |
| Japan Soccer League      | Yomiuri        | Japón | 1990-1991 |
| Copa Japan Soccer League | Yomiuri        | Japón | 1991      |
| Japan Soccer League      | Yomiuri        | Japón | 1991-1992 |
| Copa J. League           | Verdy Kawasaki | Japón | 1992      |
| Copa J. League           | Verdy Kawasaki | Japón | 1993      |
| J1 League                | Verdy Kawasaki | Japón | 1993      |